# Индукционная плита

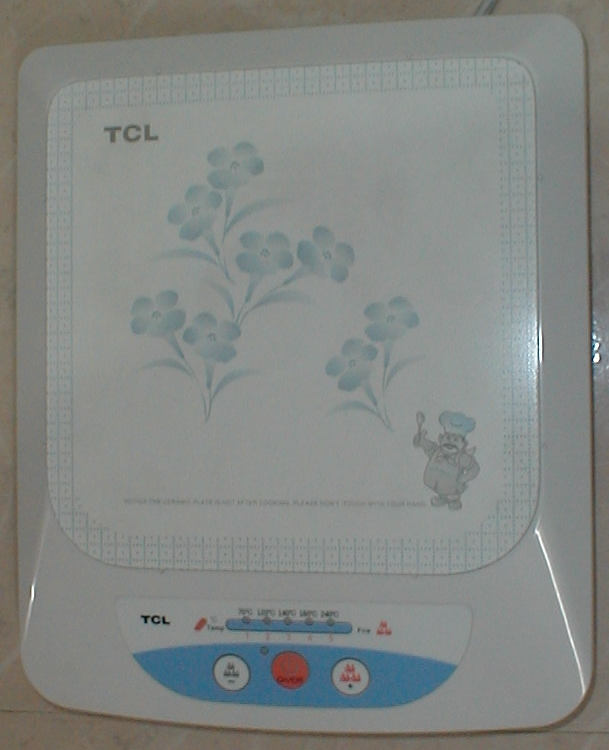
Индукционная плита (Вид сверху)

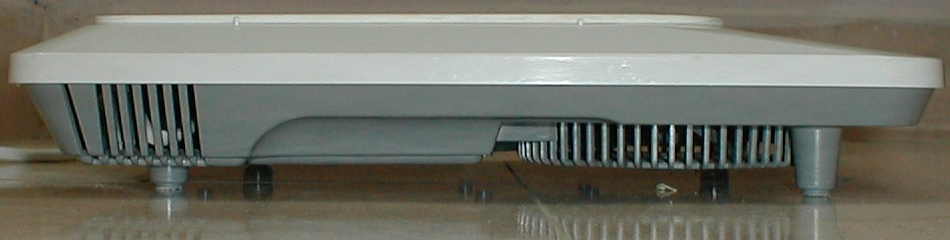
Индукционная плита (Вид сбоку)

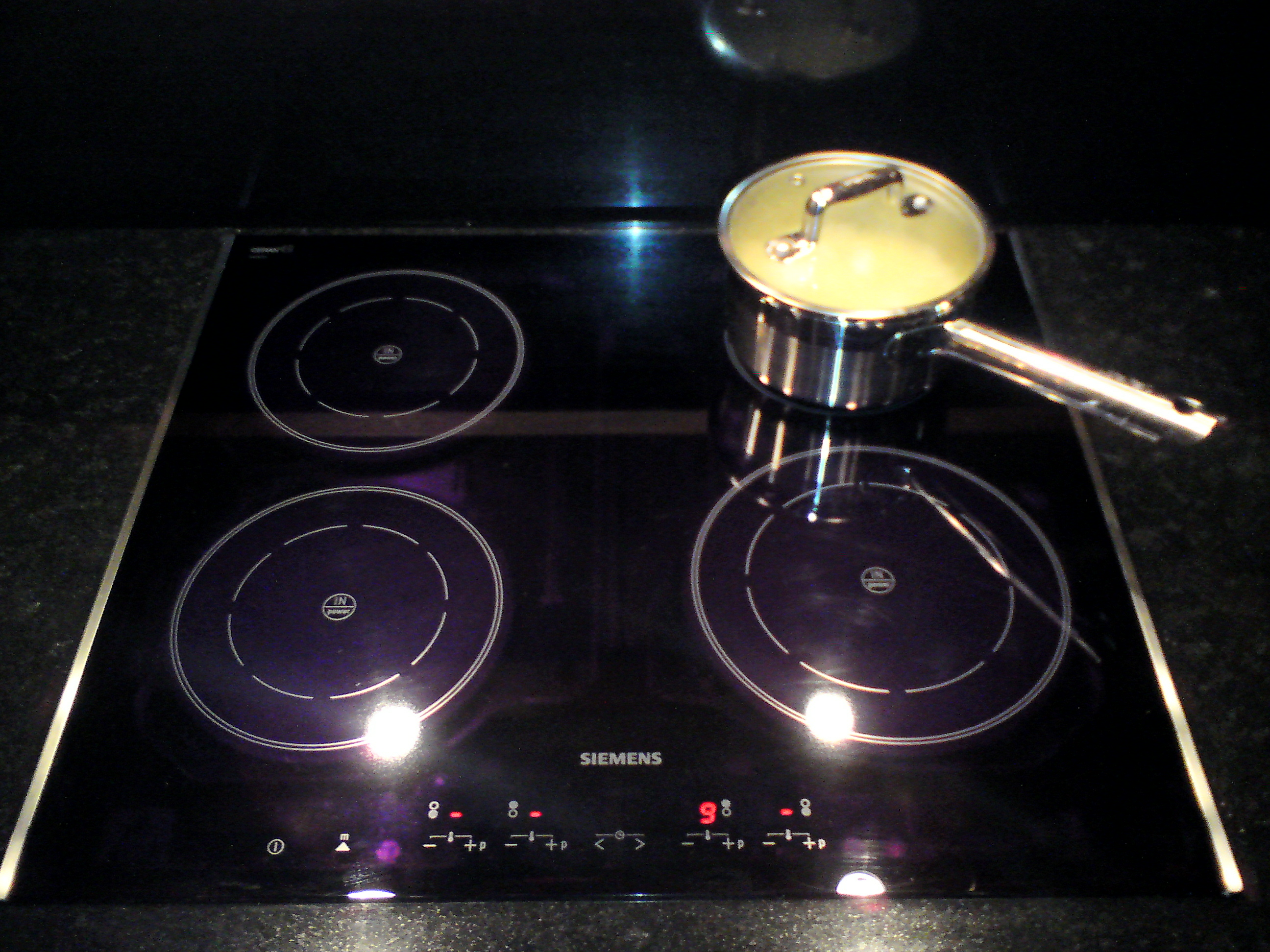
Индукционная плита

Индукционная плита — кухонная электрическая плита, разогревающая непосредственно железосодержащую посуду (а не конфорку, как в случае с традиционной плитой) индуцированными вихревыми токами, создаваемыми высокочастотным магнитным полем частотой 20-100 кГц.

## Конструкция

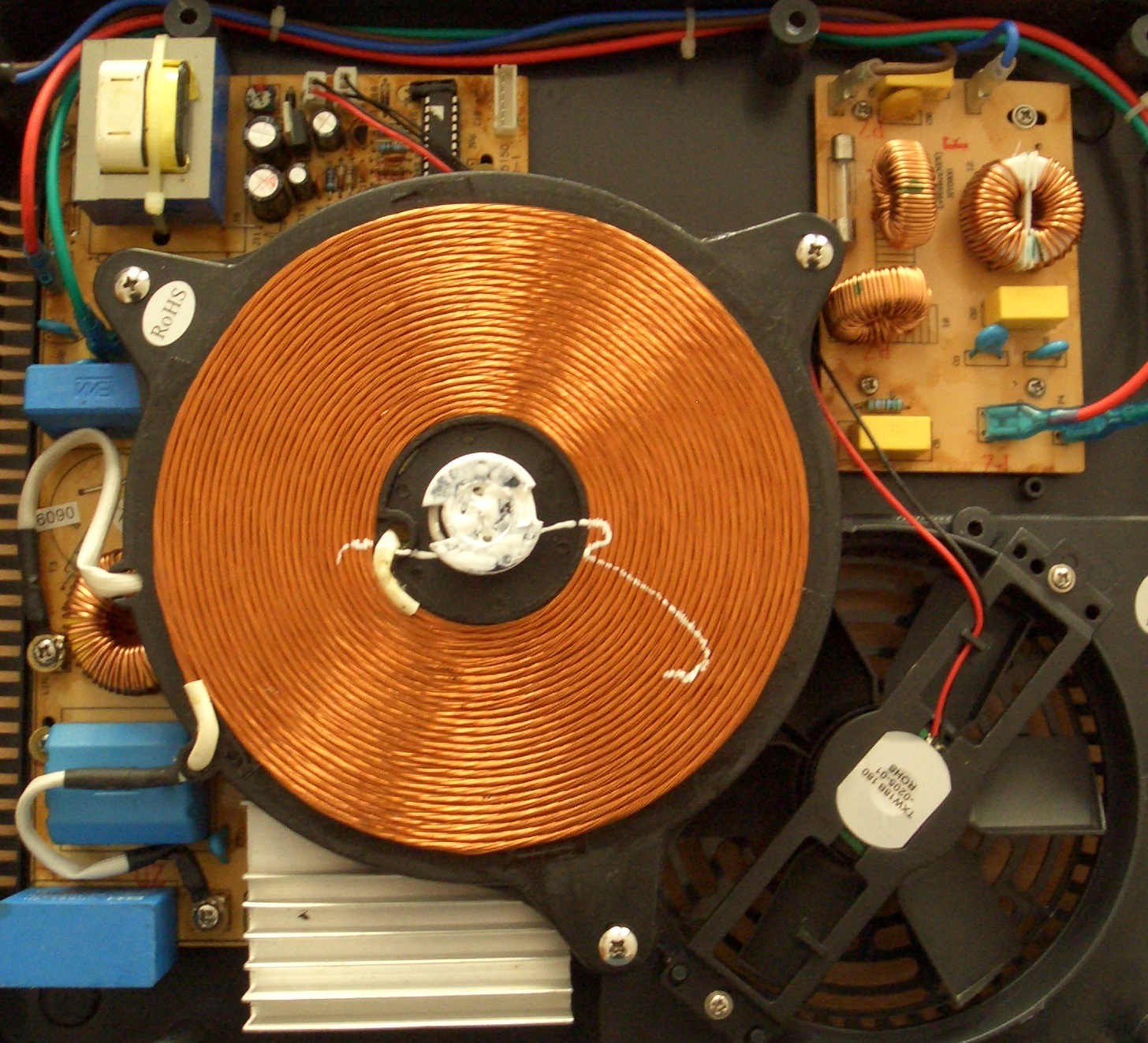
Устройство индукционной плиты:
в центре катушка с датчиком температуры, покрытым термопастой. Внизу справа вентилятор для охлаждения катушки и радиатора транзистора. Справа вверху плата фильтра питания.

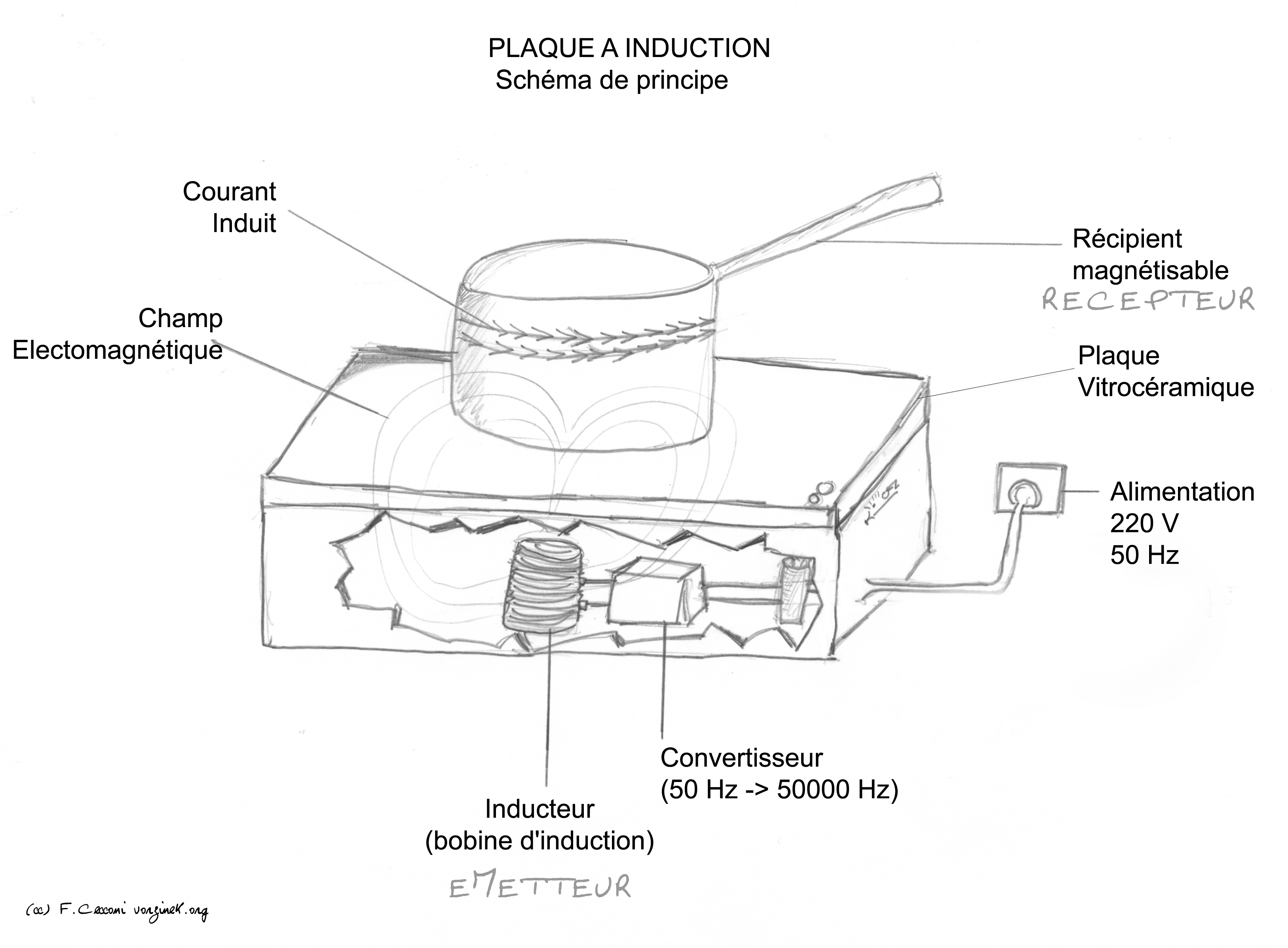
устройство индукционной плиты

Конструкция плиты состоит из корпуса, платы управления на микроконтроллере, к которой подключён датчик температуры и схема управления силовой частью, силовая часть с мощным выпрямителем и импульсным регулятором (обычно на IGBT-транзисторе).
Регулирование мощности осуществляется, как правило, двояко: непрерывно и импульсно. Для последовательного инвертора с изменяемой частотой (variable-frequency invertor, VFI) это выглядит так: на максимальной мощности плита работает на наибольшей частоте (как правило, это 50-100 кГц), при снижении мощности частота понижается. Ниже (примерно) 20 кГц частоту не понижают во избежание появления некомфортного для пользователей звука (частоты выше 20 кГц люди не слышат), поэтому при задании мощности ниже той, при которой инвертор работает на частоте 20 кГц, конфорка переходит в режим прерывистого нагрева: раз в несколько секунд включается и выключается. Чем на меньшее время она будет включаться, тем меньше будет мощность (вид широтно-импульсной модуляции).
Индукционные плиты изготавливаются различных конструкций: выпускаются как малогабаритные переносные устройства, имеющие одну-две конфорки (настольные), так и варочные поверхности, предназначенные для встраивания в кухонную мебель и отдельностоящие стационарные плиты.
Также выпускаются печи с комбинированным набором нагревательных элементов: часть конфорок индукционные, часть используют ТЭНы.

### Кухонная посуда

На посуде может быть нанесен символ, указывающий на ее совместимость с индукционной варочной панелью.

Для непосредственного нагрева посуда должна быть совместима с индукционным нагревом, поскольку индукционные плиты могут нагревать только находящийся вблизи поверхности  черный металл. Такая посуда должна иметь соответствующую отметку на упаковке и должна иметь плоское основание с составляющей из черного металла. Для нагрева неподходящей посуды из  цветных металлов или с округлым дном используются переходники: это металлические площадки, которые нагреваются индукцией и нагревают емкость благодаря плотному к ней прилеганию. При их использовании нагрев посуды осуществляется существенно меньше, чем при использовании подходящей посуды с основанием из черных металлов. Для использования имеющих округлое дно  воков приходится использовать дорогостоящие переходники, так как магнитное поле быстро падает по мере удаления от поверхности. Если магнит хорошо притягивается к основанию посуды, плита её сможет нагревать. Материал  посуды для индукционного нагрева не обязан обладать ферромагнитными свойствами, но желательно обладание высоким  удельным сопротивлением и  магнитной проницаемостью, на что влияет глубина скин-слоя.
Совместимую с индукцией посуду для индукционной варочной поверхности почти всегда можно использовать на не индукционных плитах. Некоторые кухонные принадлежности или упаковки помечены символами, указывающими на совместимость с индукционным, газовым или электрическим нагревом. Индукционные варочные поверхности хорошо сочетаются с любыми кастрюлями с высоким содержанием черных металлов в основании. Чугунные сковороды и любые сковороды из черного металла или железа будут работать на индукционной варочной поверхности. Кастрюли из нержавеющей стали будут работать на индукционной варочной поверхности, если основание кастрюли изготовлено из магнитной нержавеющей стали.  "Цельнометаллическая" плита будет работать с посудой из цветных металлов, но доступные модели ограничены.
Алюминий или медь сами по себе не работают на индукционных варочных панелях из-за магнитных и электрических свойств материалов. Посуда из алюминия и меди обладает большей проводимостью, чем сталь, но глубина скин-слоя в этих материалах больше, поскольку они немагнитны. Ток протекает в более толстом слое металла, встречает меньшее сопротивление и поэтому выделяет меньше тепла. Обычные индукционные плиты не будут эффективно работать с такими кастрюлями. Однако алюминий и медь желательны в кухонной посуде, так как они лучше проводят тепло. Из-за этого "трехслойные" кастрюли часто имеют индукционно-совместимую оболочку из нержавеющей стали, содержащую слой теплопроводящего алюминия.
Для жарки необходима сковорода с основанием, которое является хорошим проводником тепла, чтобы быстро и равномерно распределять тепло. Основание сковороды будет представлять собой либо стальную поверхность, встроенную в алюминий, либо слой нержавеющей стали поверх алюминия. Высокая теплопроводность алюминиевых сковород делает нагрев более равномерно распределённым по всей сковороде. Сковороды из нержавеющей стали с алюминиевым основанием будут меньше нагреваться по бокам по сравнению со сковородами с алюминиевыми стенками. Чугунные сковороды хорошо работают с индукционными варочными поверхностями, хотя имеют меньшую теплопроводность по сравнению с алюминием.
При кипячении воды циркулирующая вода распределяет тепло и предотвращает появление перегретых областей. Для приготовления соусов важно, чтобы основание сковороды было покрыто хорошим теплопроводящим материалом для равномерного распределения тепла. Для сложных для готовки блюд, таких как густые соусы, лучше использовать сковороду с алюминиевым покрытием, так как тепло проходит вверх по бокам через алюминий, позволяя быстро и равномерно нагревать соус.

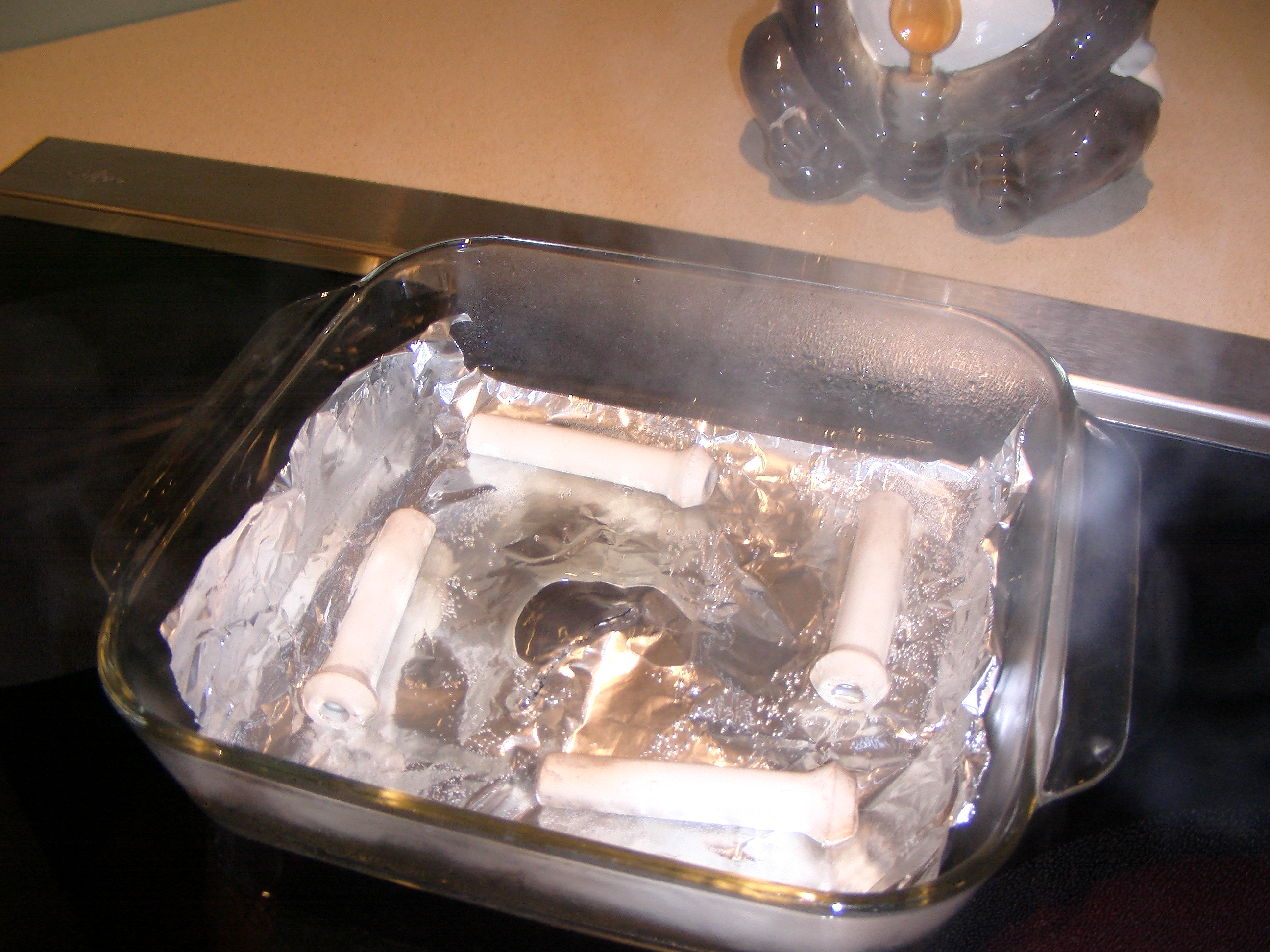
Бытовая фольга намного тоньше, чем толщина слоя алюминия на частотах, используемых индукционной плитой. Здесь фольга расплавилась там, где она подверглась воздействию воздуха после того, как под ней образовался пар. Производители варочных поверхностей запрещают использование алюминиевой фольги при контакте с индукционной варочной поверхностью.

Тепло, которое может быть произведено в кастрюле, зависит от поверхностного сопротивления. Более высокое поверхностное сопротивление выделяет больше тепла при аналогичных токах. Это “показатель качества”, который можно использовать для оценки пригодности материала для индукционного нагрева. Поверхностное сопротивление в толстом металлическом проводнике пропорционально удельному сопротивлению, деленному на глубину слоя. Там, где толщина меньше глубины обшивки, фактическая толщина может быть использована для расчета поверхностного сопротивления.

## Преимущества и недостатки
Достоинства:
- Не требуется времени на разогрев конфорки (в отличие от электроплит с нагревательными элементами) — тепло выделяется прямо в толще посуды, сразу с заданной мощностью. В сочетании с высокой мощностью конфорок это обеспечивает быстрое вскипание воды и ускоряет начало приготовления пищи.
- Простота приготовления пищи, схожая с газовыми плитами, обусловленная быстрым прекращением нагрева после отключения и снижением нагрева при снижении мощности.
- Высокий КПД (в сравнению с газовыми плитами и электрическими плитами с нагревательными элементами), обусловленный меньшей утечкой тепла и отсутствием потребности прогрева нагревательных элементов и контактных поверхностей до высоких температур для передачи тепла к посуде.
- Конфорки не включатся, если не обнаружат на своей поверхности посуду с магнитным дном. Для включения нужно перекрыть посудой существенную часть её площади (минимальный размер посуды указывается в характеристиках плиты). При снятии посуды плита автоматически отключается.
- Высокая точность поддержания температуры посуды (при наличии вообще такой возможности у плиты, при сравнении плит одного ценового класса) благодаря тому, что датчику температуры посуды не мешает своим теплом раскалённый резистивный нагревательный элемент или газовое пламя.
- Зависимость мощности от напряжения сети практически отсутствует.
- Поверхность индукционных плит нагревается только от посуды и по этой причине нагревается не очень сильно, быстро остывает в выключенном состоянии, что снижает риск получения ожогов.
- Большое количество программ приготовления пищи (относительно газовых плит).
- В большинстве дизайнов гладкая стеклянная поверхность индукционной плиты легко очищается от грязи благодаря низкой рабочей температуре, так как на ней крайне медленно образуются обугленные или затвердевшие остатки масел и другой пищи.
- Отсутствует неприятный запах. В случае применения старых плит, имеющих ТЭНы, на их поверхности сгорают частицы пищи и пыли, с чем связан неприятный запах гари.
- Используемая посуда снаружи почти не пригорает, так как нет раскалённых поверхностей и открытого пламени.
- Некоторые производители позволяют в настройках программно установить ограничение общей мощности плиты[4], что позволяет использовать плиту в сетях с низкой мощностью подключения. В этом случае включение нескольких конфорок на высокую мощность будет программно заблокировано.

Недостатки:

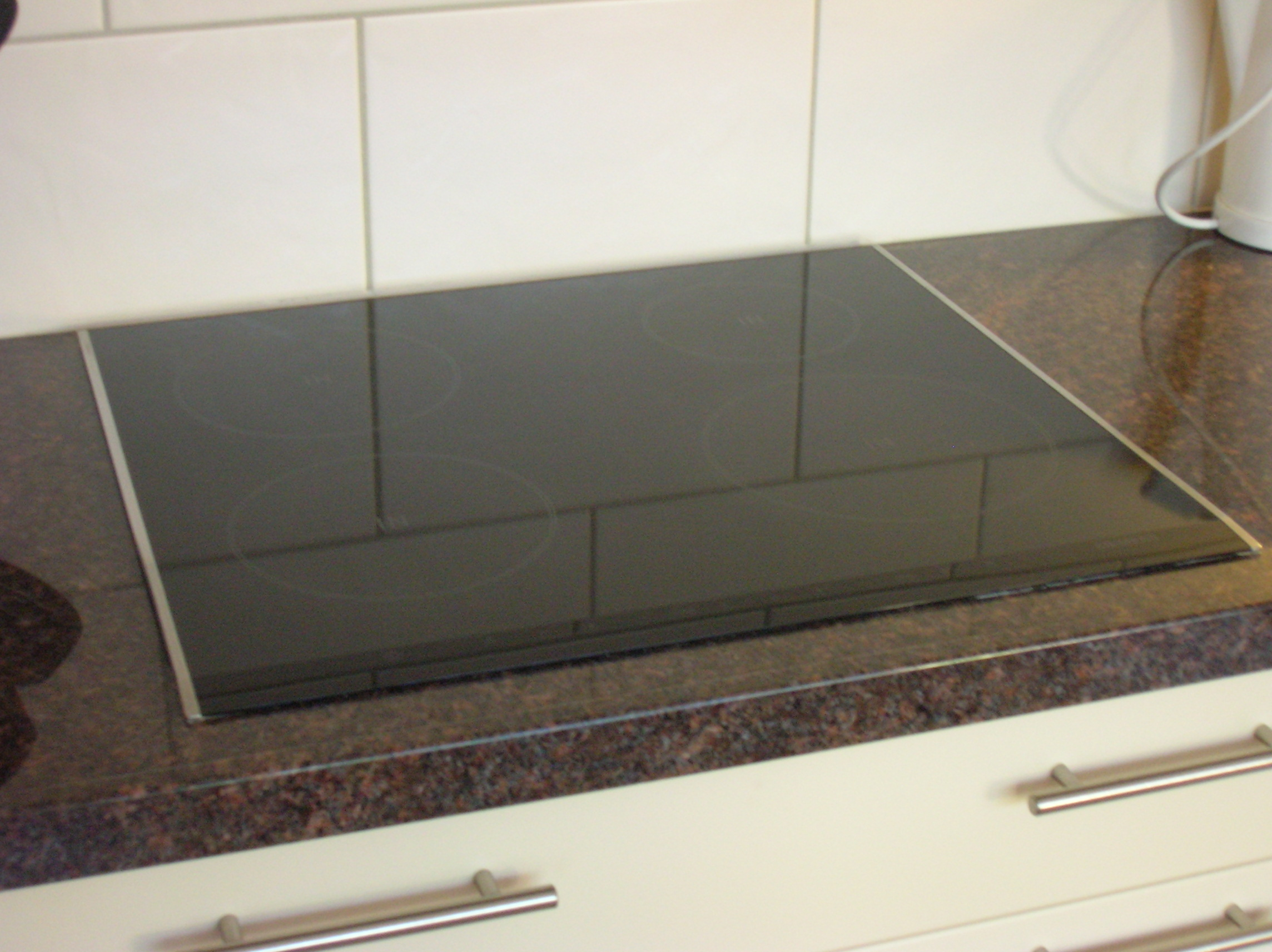
Индукционная плита внакладку врезана в столешницу

- Требования к посуде. Для такой плиты пригодна только посуда из ферромагнитного материала.
- У индукционных плит из-за их малой инерционности (и особенностей регулирования мощности) при варке в посуде с тонким дном это способно иногда вызвать неприятный эффект «прерывистого кипения». Индукционные плиты высокого класса от этого избавлены: там применяются более сложные схемы регулирования мощности, способные нагревать посуду непрерывно практически со сколь угодно малой мощностью.
- Некоторые индукционные плиты имеют общие высокочастотные генераторы на несколько конфорок. При работающих одновременно конфорках они не могут нагревать на максимальную мощность.
- Возможным и неподтверждённым недостатком является воздействие магнитного излучения плиты на другие приборы.
- При работе на высокой мощности присутствует шум от вентиляторов. В плите используется инвертор, построенный на IGBT-ключах, которые нагреваются при работе и требуют охлаждения. В случае выхода из строя вентилятора возникнет перегрев силовых ключей и срабатывание защиты от перегрева, что сделает её дальнейшую эксплуатацию невозможной до ремонта вентилятора. В дешёвых моделях скорость вентилятора не регулируется, и шум присутствует при работе на любой мощности.
- Высокая стоимость ремонта при повреждении силовых ключей и других узлов инвертора, так как в большинстве случаев требуется полная замена всего дорогостоящего узла. В отдельных случаях возможен их ремонт, для осуществления которого необходим высококвалифицированный персонал со знаниями электротехники и электроники.